# Celio

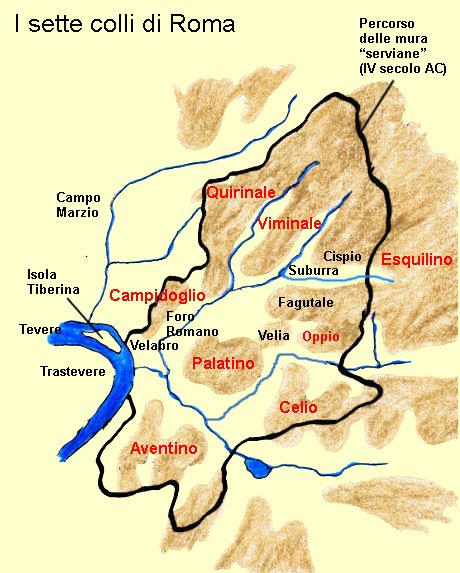
I sette colli di Roma: Aventino, Campidoglio, Celio, Esquilino, Palatino, Quirinale, Viminale

Il colle Celio è uno dei sette colli su cui venne fondata Roma.

## Geografia
Il Celio è una sorta di lungo promontorio lungo circa 2 chilometri e largo dai 400 ai 500 metri, che raggiunge quasi i 50 metri di altezza dentro Villa Celimontana, dove un tempo sorgeva anche il tempio del Divo Claudio..
Il Colle si affaccia su un pianoro dal quale nascono anche il Palatino, l'Aventino e l'Esquilino.
Il Caeliolus (o Caeliculus o Caelius Minor) corrisponde ad una sezione del colle, forse quella più occidentale, verso la valle poi occupata dal Colosseo, oppure quella attualmente occupata dalla basilica dei Santi Quattro Coronati.

## Storia

### Età regia
Secondo una tradizione riportata da Tito Livio, i romani trasferirono sul Celio gli abitanti di Alba Longa in seguito alla vittoria conseguita sotto il regno di Tullo Ostilio, che portò alla distruzione di Alba. Il mons Caelius sarebbe stato inserito nel perimetro cittadino sotto il regno di Anco Marzio. Si trova menzionato nell'elenco del Septimontium e fece parte della I regione cittadina (Suburana) nella suddivisione serviana. Nella nuova suddivisione augustea costituì la II regione (Caelimontium).
In origine il nome doveva essere Querquetulanus mons per la ricchezza di querce, mentre l'origine del nome Caelius viene concordemente fatta risalire all'etrusco Celio Vibenna, uno dei due fratelli di Vulci che avrebbero aiutato Servio Tullio a diventare re di Roma.
Dell'epoca arcaica resta traccia nel ricordo di culti dei boschi e delle fonti, come quello della Ninfa Egeria nel bosco delle Camene appena fuori Porta Capena. Pare che al suo santuario fosse particolarmente legato Numa Pompilio.

### Età repubblicana
In gran parte il colle si trovava al di fuori del recinto sacro del pomerio, per cui vi potevano essere edificati templi a divinità straniere, come il tempio di Minerva Capta o l'antichissimo sacello di Diana fuori dalle mura serviane.
A quest'epoca risalgono alcuni sepolcri, come quello a camera sulla via Celimontana, poco prima di piazza San Giovanni in Laterano.

### Età imperiale
In età augustea il Celio costituì la II delle 14 regioni della città, detta Caelimontium. La parte orientale del colle era di proprietà dell'antica famiglia dei Laterani (Horti Laterani). La zona tra gli Horti Laterani e Porta Maggiore venne inclusa nella V regio (Esquiliae), anche se fisicamente fa parte del Celio.
Sul lato rivolto verso il Colosseo, nel punto più elevato sorse il tempio del Divo Claudio, dedicato all'imperatore Claudio, divinizzato dopo la morte.
Dai resti rinvenuti nell'area del colle si può ricostruire una fase edilizia abitativa cospicua nella seconda metà del II secolo d.C., mentre edifici precedenti del I secolo a.C. furono probabilmente distrutti da un incendio del 27 d.C. Nel IV secolo vi avevano sede ricche domus inserite in vasti parchi, come quelle delle famiglie dei Simmaci (presso cui sorse la basilica Ilariana) e dei Tetrici e quella di Fausta (domus Faustae), forse identificabile con la moglie di Costantino. Le proprietà degli Annii e di Domizia Lucilla (della famiglia di Marco Aurelio) e dei Quintilii, entrarono a far parte della domus Vectiliana di Commodo. Quanto ai Laterani, il possedimento fondiario fu confiscato al tempo di Nerone ed entrò a far parte delle proprietà imperiali. Nel 161 Marco Aurelio costruì un palazzo nella zona. Alla fine del II secolo Settimio Severo fece costruire su una parte del fondo una fortificazione (i Castra Nova equitum singularium); successivamente gli Horti ritornarono di proprietà della famiglia dei Laterani.
Nella parte extraurbana del colle sorsero diverse caserme per le truppe di stanza nella capitale: in corrispondenza della chiesa di Santo Stefano Rotondo erano sorti i castra peregrina (costruiti in epoca traianea e restaurati più volte nei secoli successivi). Nei pressi si trovava inoltre un'ampia residenza dei Valeri (domus Valerii). Di fronte, si trovava la sede della V coorte dei vigili (statio cohortis V vigilum).
In un possedimento della famiglia dei Laterani, Settimio Severo fece edificare tra il 193 e il 197 i castra Nova equitum singularium ossia una nuova caserma per il corpo di cavalieri della guarda imperiale, di fronte alla vecchia caserma costruita sotto Traiano (castra priora equitum singularium). Quando il corpo militare fu sciolto da Costantino l'area dell'accampamento severiano fu in parte occupata dalla nuova basilica dedicata al Salvatore che divenne poi San Giovanni in Laterano.
Gli edifici del Celio furono fortemente danneggiati durante il sacco di Alarico del 410 e a partire da quest'epoca si vanno accentuando sul colle abbandono e ruralizzazione.

### Medioevo
Nel VI secolo fece parte della II regione ecclesiastica per la presenza nelle vicinanze della basilica Lateranense, tanto che per l'intero colle venne spesso utilizzato il toponimo di "Laterano". La costruzione del "Patriarchio", probabilmente ancora nel VI secolo, diede luogo alla creazione di diversi tituli (i più antichi luoghi di culto cristiani, spesso ambienti di case private) e xenodochia (centri di assistenza e accoglienza per pellegrini e ammalati).
Nuove chiese continuano a sorgere, inizialmente in sostituzione e sopra i precedenti tituli, più tardi indipendentemente da essi, come quella dei Santi Giovanni e Paolo, dei Santi Quattro Coronati, di Santa Maria in Domnica, di Santo Stefano Rotondo, di San Giovanni a Porta Latina, di San Gregorio, di San Tommaso in Formis, di San Sisto Vecchio.
Vi furono inoltre fondati monasteri, circondati da fondi ed orti e alcune torri delle famiglie nobiliari, del X e XI secolo. Una nuova distruzione viene subita con il sacco del 1084. A partire dal XII secolo fece parte della regio Montium, che si estendeva fino al Quirinale.

### Epoca moderna e contemporanea
Fino alla breccia di porta Pia e all'unione di Roma come capitale del Regno d'Italia (1870), l'area - rientrante nel R. X Campitelli - era relativamente disabitata: tra vigne ed orti emergevano complessi ecclesiastici e rovine sia antiche sia medievali.
Il Celio fu solo marginalmente interessato dal radicale rivolgimento urbanistico successivo al 1870: infatti, più che il colle in sé; furono destinate all'edilizia soprattutto le sue pendici nord-orientali, a est del Colosseo. L'area a nord fu destinata ad abitazioni, mentre quella a sud accolse l'Ospedale militare del Celio. Al termine dell'urbanizzazione, nel 1921 l'area fu distaccata da Campitelli e divenne il R. XIX Celio.
Di conseguenza il Celio si presenta oggi come un'area verde (anche grazie al grande polmone di Villa Celimontana), punteggiata di basiliche cristiane e resti archeologici.

## Monumenti
- Tempio del Divo Claudio
- Basilica di San Giovanni in Laterano
- Basilica dei Santi Quattro Coronati
- Clivus Scauri
- Biblioteca di papa Agapito I
- Basilica dei Santi Giovanni e Paolo
- Oratorio di Sant'Andrea al Celio
- Chiesa di San Gregorio al Celio
- Chiesa di Santa Maria in Domnica
- Arco di Dolabella
- Villa Celimontana
- Obelisco di Villa Celimontana
- Chiesa di San Tommaso in Formis
- Porta Metronia
- Porta Latina
- Chiesa di San Giovanni a Porta Latina
- Oratorio di San Giovanni in Oleo
- Sepolcro degli Scipioni
- Basilica di San Sisto Vecchio
- Basilica di Santo Stefano Rotondo al Celio
- Basilica di San Clemente al Laterano

## Domus
Il Colle Celio conservò nei secoli la sua peculiarità e valore storico, anche in antitesi rispetto al Colle Palatino. Qui sorsero non casualmente varie Domus di gentes senatorie repubblicane e anti-monarchiche.
- Domus Annia
- Domus Calpurnia (Pisoni)
- Domus Gellia
- Domus Maria
- Domus Plauzia
- Domus Saufeia
- Domus Sestia
- Domus Valeria